# أسلوب النمر القتالي
أسلوب النمر هو أسلوب هجومي كامل تقنية الدفاع تأتي من الهجوم.

## تأسيسه
تأسس أسلوب النمر عن طريق الملاحظين لتحركات النمر في البرية، قام أساتذة الشاولين بتأسيس هذا النوع من القتال عن طريق الإلهام ومتابعة حركات الفهد في الغابة وكان من المفترض إنشاؤه من قبل جويه يوان بمساعدة باي يوفينغ ولي سوو يركز الفهد على السرعة والهجوم الموازي.

## الوقفة القتالية
أن الوضعية القتالية لهذا الأسلوب تكون بشكل كامل مقابل الخصم وليس جانبي كباقي الوضعيات ألاستعدادية للفنون القتالية.

## قواعد هذا الأسلوب
هناك قواعد مختلفة عن باقي الفنون القتالية لذلك تحتاج إلى فترة طويلة وجهد كبير لأتقانها.

## تقسيم الحركات بهذا الأسلوب وأهم تقنياته
تقسم الحركات بأسلوب النمر 70 بالمئة من اليدين و 30 بالمئة من القدم، ولأسلوب النمر 3 تقنيات وهي: هجوم النمر، فك النمر، مخلب النمر

## مميزات هذا الأسلوب
يمتاز هذا الأسلوب بأن قوته تأتي من الأصابع بالمرتبة الأولى فيجب أن تكون أصابع اليدين قوية جدا لأنها تمثل المخلب فهي سوف تتلقى الضغط الأعلى من الاستخدام وفي حال كانت غير مدربة بشكل جيد سوف يؤدي ذلك لتعريضها للكسر، بالإضافة إلى بطن الكف فضربة المخلب تصيب الأصابع أولا ثم بطن الكف مباشرة.ويعتبر هذا الأسلوب سريع نسبيا فاعتماده الأساسي يأتي من ركيزتين هما القوة والسرعة.

## مستويات الخبرة في هذا الأسلوب
- تقنية جسدية
- تقنية الطاقة
- تقنية روحية

## أنواعه
1. أسلوب النمر الشمالي
2. أسلوب النمر الجنوبي
3. أسلوب النمر الأسود